# Gmina Illuka
Gmina Illuka (est. Illuka vald) – gmina wiejska w Estonii, w prowincji Ida Viru.
W skład gminy wchodzi 19 wsi:
Agusalu, Edivere, Illuka, Jaama, Kaatermu, Kaidma, Kamarna, Karoli, Kuremäe, Kivinõmme, Konsu, Kuningaküla, Kurtna, Ohakvere, Ongassaare, Permisküla, Puhatu, Rausvere, Vasavere.